# Cimitero rurale

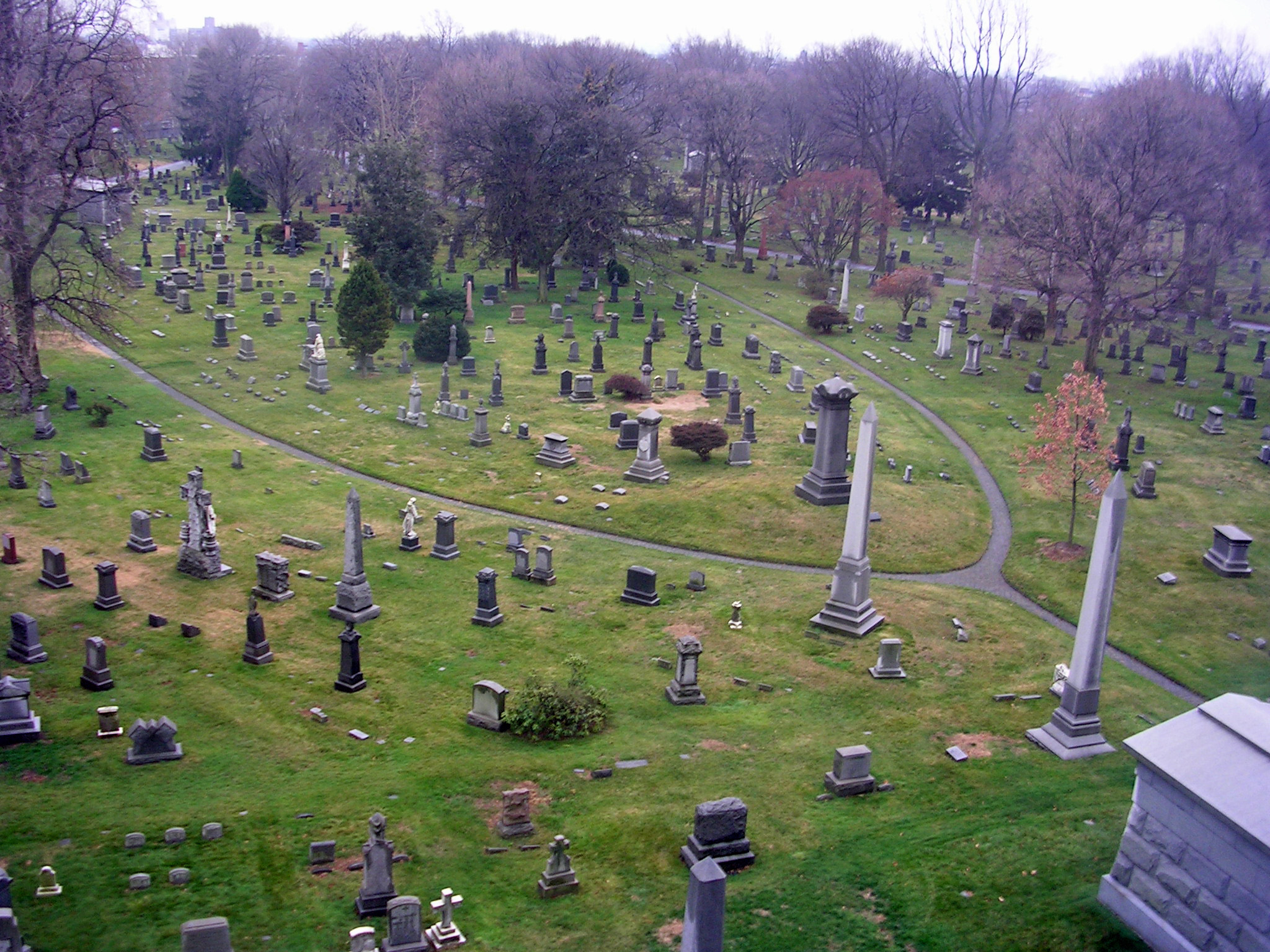
Il cimitero di Green-Wood, a New York

Il cimitero rurale è un tipo di complesso cimiteriale diffuso perlopiù in Inghilterra e negli Stati Uniti d'America la cui estetica si basa su quella del giardino all'inglese.

## Storia
Il concetto di "cimitero rurale" venne anticipato dall'architetto Christopher Wren, che avrebbe voluto edificare dei cimiteri nella periferia di Londra "circondati da un grande muro di mattoni, con un sentiero che gira lungo il perimetro e due sentieri trasversali che si incrociano, ai cui lati sono piantati alberi di tasso".
Fino all'inizio del XIX secolo, i cimiteri dell'Inghilterra e degli Stati Uniti occupavano piccoli appezzamenti di terreno all'interno delle città. Tuttavia, a causa del sovraffollamento della popolazione urbana, quei luoghi di sepoltura divennero aree malsane in cui si poteva sentire il fetore dei cadaveri in decomposizione, e dove le tombe venivano accatastate o svuotate per essere riutilizzate per altre sepolture. Per ovviare al problema, che era anche all'origine di diverse epidemie di febbre gialla, si ricorse alla pratica dell'imbalsamazione, che divenne popolare in seguito alla guerra civile americana, e si decise di aprire dei cimiteri all'infuori dei confini cittadini, che erano luoghi più igienici.
Uno dei più antichi "parchi cimitero" è il Grove Street Cemetery di New Haven, risalente al 1796, e ricordato per essere stato il primo cimitero all'infuori del controllo della Chiesa e delle autorità cittadine almeno negli USA. Pochi anni più tardi, nel 1804, venne inaugurato il Père-Lachaise di Parigi, considerato il primo cimitero moderno.

## Caratteristiche
A differenza dei cimiteri urbani, che sono solitamente racchiusi in uno spazio delimitato, quelli rurali sono posti a poche miglia di distanza dalla città in modo da essere comunque facilmente raggiungibili, e riflettono una visione romantica, in cui il contesto paesaggistico viene idealizzato ed elementi architettonici (monumenti, memoriali, mausolei) e naturali coesistono. Inoltre, il cimitero rurale era un'area ricreativa pubblica ove i visitatori potevano svolgere attività ricreativa e vedere delle opere d'arte scultoree, che erano un tempo appannaggio per i soli ricchi.
I cimiteri rurali riflettono anche una transizione, avvenuta durante il diciannovesimo secolo, a una visione più ottimistica della morte. A differenza dei precedenti cimiteri che rispecchiavano una visione cristiana più pessimistica di stampo puritano, gli odierni parchi allestiti per ospitare i defunti erano colmi di statue e memoriali colmi di allusioni simboliche alla vita dopo la morte, la speranza, la memoria e l'immortalità, fra cui i cherubini, e motivi botanici come l'edera, le foglie di quercia e le ghiande.